# سرجیو ماگیسترلی
سرجیو ماگیسترلی (انگلیسی: Sergio Magistrelli؛ زادهٔ ۱۱ نوامبر ۱۹۵۱) بازیکن فوتبال اهل ایتالیا است.
از باشگاه‌هایی که در آن بازی کرده‌است می‌توان به باشگاه فوتبال اینتر میلان، باشگاه فوتبال لچه، باشگاه فوتبال سمپدوریا، باشگاه فوتبال آتالانتا، باشگاه فوتبال کومو، و باشگاه فوتبال پالرمو اشاره کرد.